# 蘇澳冷泉
蘇澳冷泉（すおう-れいせん）は台湾宜蘭県の南端、蘇澳鎮にある温泉（冷泉）。地質的な分類としては中央山脈の板岩区にあり、主な地質は変質岩である。
源泉は蘇澳鎮の北方、蘇北里冷泉路の七星山西麓にあって、台湾鉄路管理局宜蘭線蘇澳駅の前方約300mのところにある。この場所は、清の時代の福建陸路提督羅大春が開削した蘇花古道の起点であり、開通の記念碑と羅提督の興学碑があったが、蘇澳晋安宮の傍に移転されている。
冷泉はラムネや羊羹の製造に用いられ、これらは当地の特産品の一つとなっている。

## アクセス
台湾鉄路管理局宜蘭線の蘇澳駅が最寄り駅となる。

## 泉質
泉質は台湾で唯一となる炭酸カルシウム泉。透明で飲用も可能。源泉の水温は約22度、pH5.5。炭酸イオン68ppm、ナトリウムイオン14.3ppm、カルシウムイオン10.7ppmとなっている。

## 歴史
蘇澳冷泉は大量の炭酸を含んでおり、魚介類がその中で生長することができず、昆虫さえも水中ではほどなくして死亡してしまうため、昔から有毒な湧き水だと誤解されてきた。しかし、日本統治時代にこの地を訪れた日本の軍人、竹中信景が意図せずこの水を飲むことができることに気がつき、研究開発が開始された。

蘇澳冷泉風景区は1988年より開発が始まった。しかし、計画の不完全さと度重なる台風の襲来により、一度は荒廃したが、再度の現地の行政による計画により現在の形にまで発展をとげた。

## 画像

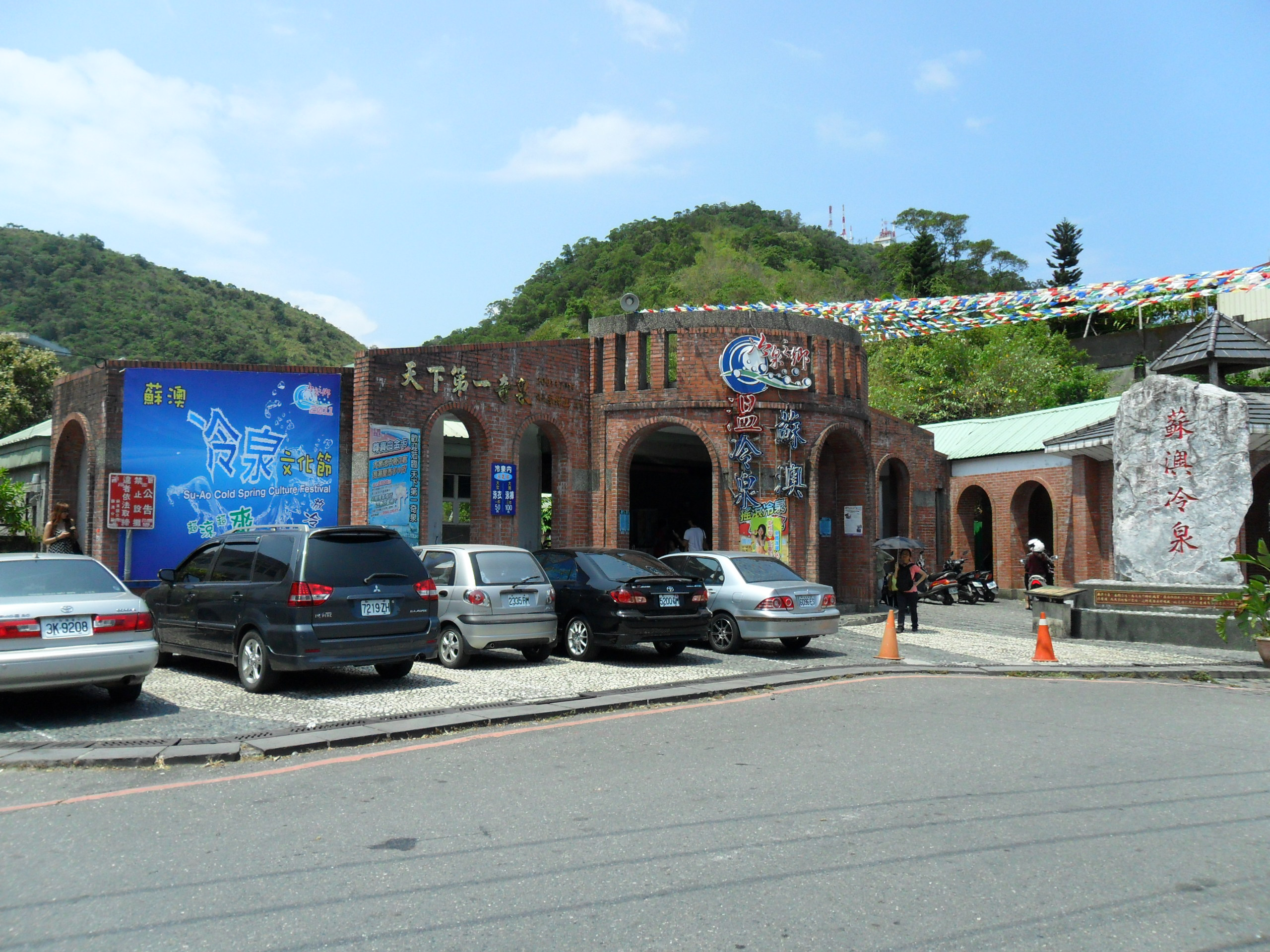
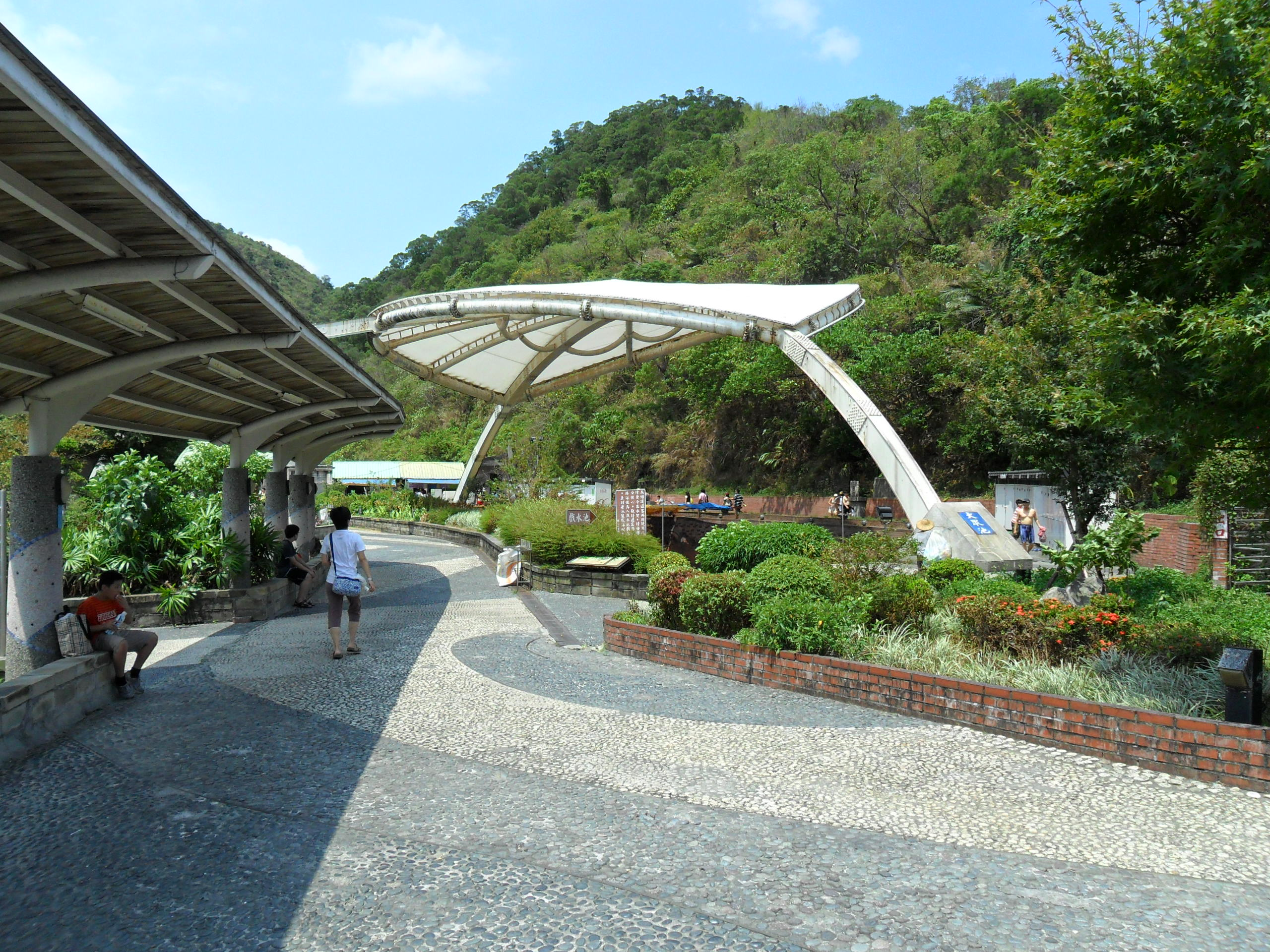
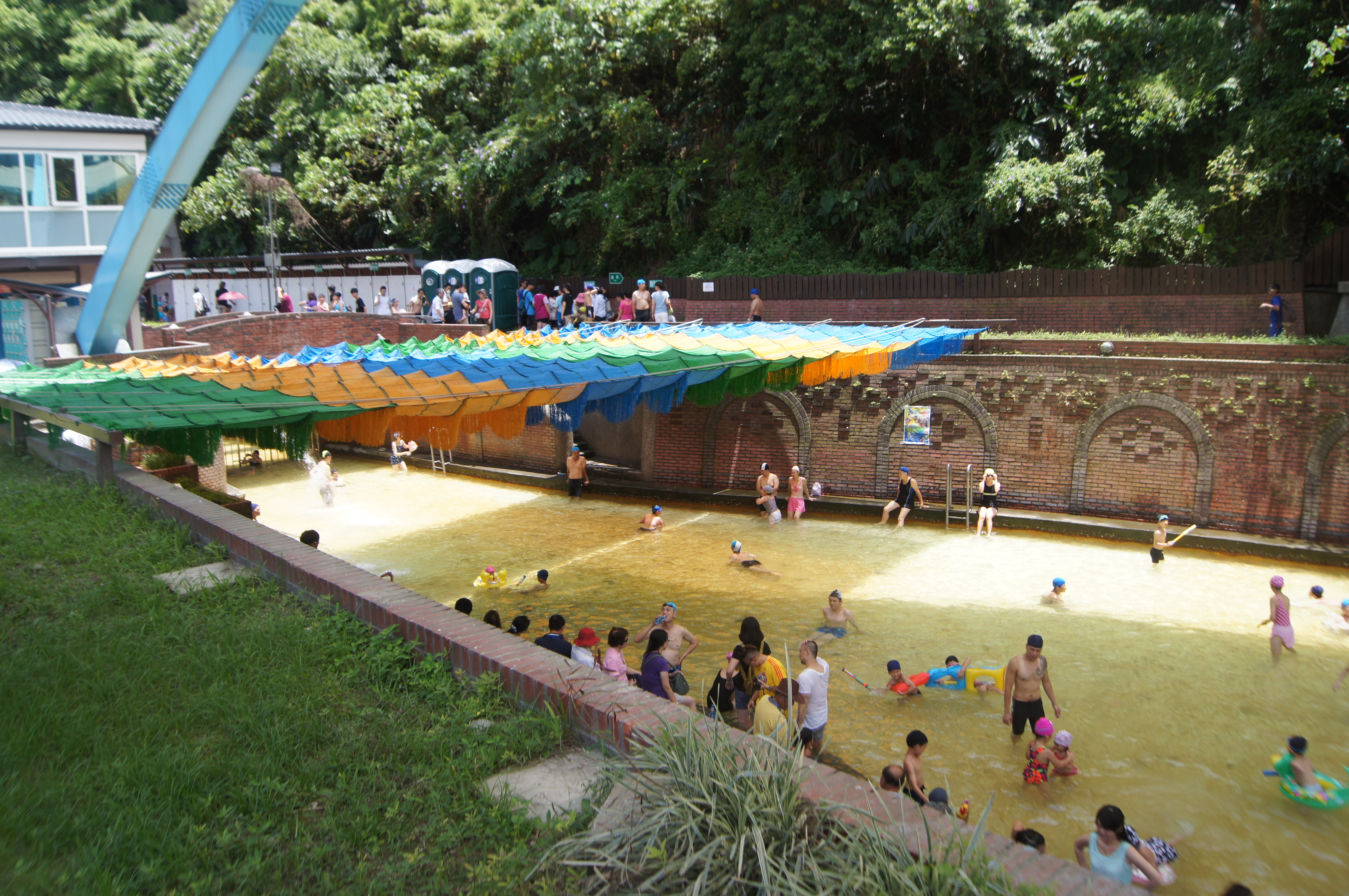